# St. Mauritius (Dissen)

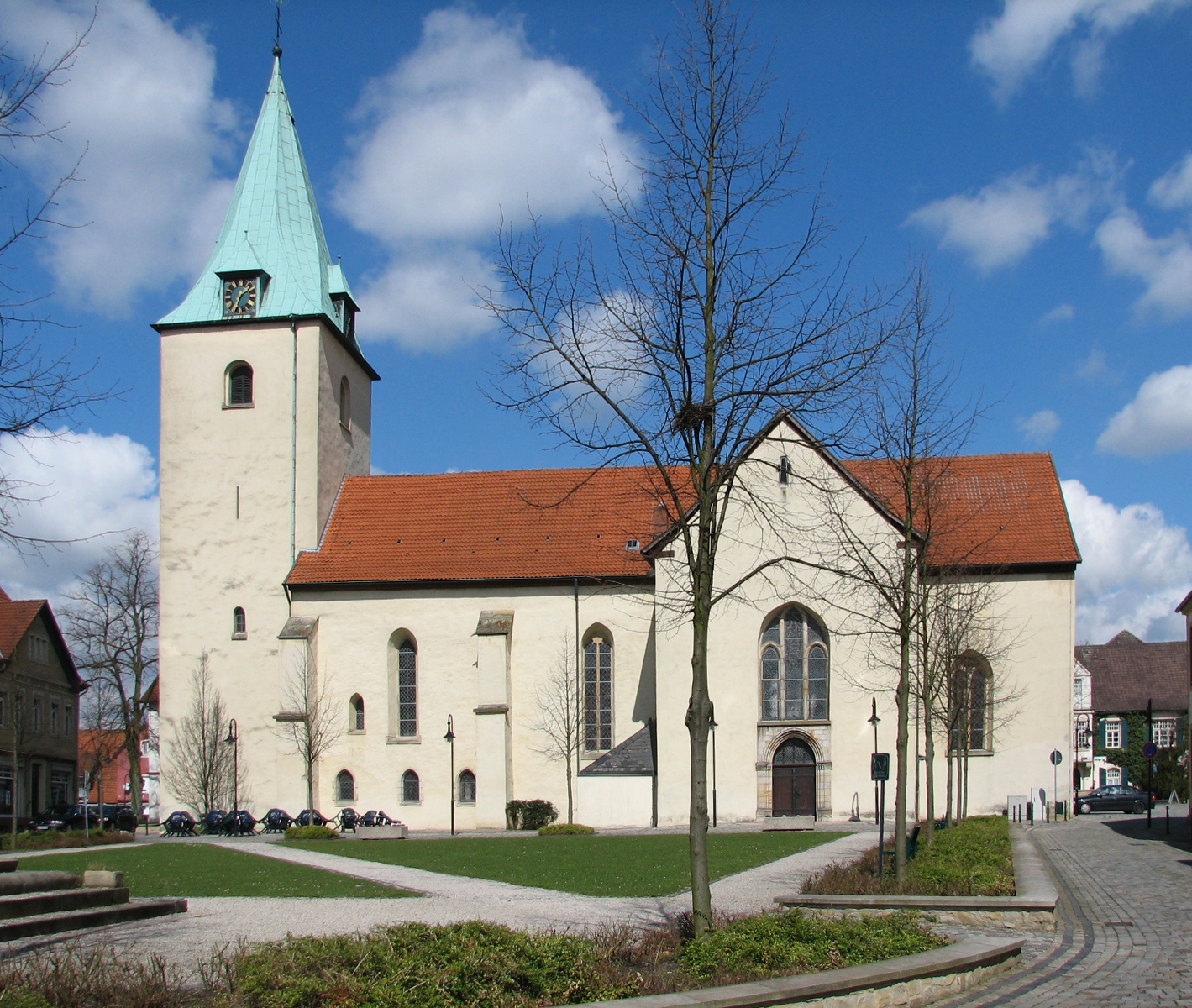
Ansicht von Süden

St. Mauritius in Dissen am Teutoburger Wald ist die Pfarrkirche der Ev.-luth. Kirchengemeinde Dissen, die dem Kirchenkreis Melle-Georgsmarienhütte der Evangelisch-lutherischen Landeskirche Hannovers angehört.

## Baugeschichte und Architektur
Das heutige Kirchengebäude wurde im Jahr 1276 geweiht. Es handelt sich um einen kreuzförmigen Saalbau mit zweijochigem Langhaus, gerade geschlossenem Chor, längsrechteckigen Kreuzarmen und einem quadratischen Westturm.
Im Langhaus und in den Kreuzarmen befindet sich Kreuzgratgewölbe, in der Vierung und im Chor Birnstabrippen auf Eckdiensten.
Ausgrabungen haben ergeben, dass im Bereich des Langhauses und der Vierung ein schmalerer Vorgängerbau, wahrscheinlich mit Apsis, bestanden hat. Zu diesem gehörte vermutlich ein steinwerkartiger Bau im Bereich des heutigen südlichen Querarms.

## Innenausstattung
Den ältesten Ursprung hat ein Kelch, dessen Fuß romanisch, Schaft gotisch und Kuppa barock ist. Der überwiegende Teil der Innenausstattung ist nachreformatorisch: Eine der drei Emporen stammt aus dem Jahr 1654, die Kanzel aus dem 17. oder 18. Jahrhundert, der Altaraufsatz von 1765 und der Orgelprospekt von Hinrich Just Müller aus dem Jahr 1789.